# Interviu
Interviul ține de stilul publicistic care informează și elucidează, prin intermediul unui dialog. Rolul reporterului de interviu este să stabilească un dialog viabil, un mod de comunicare între el și cititor. Sondajul de opinie, informația și lămurirea unei situații sunt laturile principale ale interviului. 
Întrebările trebuie să fie scurte, clare și puse în cunoștință de cauză. Interviul are funcția principală de a exprima o atitudine, o opinie, este un mod direct de prezentare a unor idei. Întrebările depind și de informația pe care o are jurnalistul despre cel intervievat. 
Interviul poate fi construit pentru a reliefa un portret, sau poate fi interesant prin opinii, idei, lămurirea unei atitudini, aceasta fiind cu adevărat misiunea unui interviu. 
Un gen publicistic aparte îl constituie cărțile de interviuri cu oameni de cultură. Spre exemplu cartea de dialoguri dintre Stelian Tănase și Alexandru Paleologu, Lumea de mâine, un volum de interviuri realizat de Ion Biberi, cărțile de interviuri ale lui Sorin Antohi, cărțile de publicistică ale lui Emil Șimăndan, etc.

## Tipuri de interviuri
- interviul-expres (interogarea câtorva trecători în legătură cu un eveniment unanim cunoscut și actual)  
- interviul-informație  
- interviul-explicație (prin care reporterul îl determină pe intervievat să-și justifice o atitudine, să-și explice actele, opiniile, opera, etc). 

## Cum trebuie să fie întrebările într-un interviu
- să nu se refere la domenii cunoscute ziaristului 
- să nu aibă caracter general 
- să nu fie puse mai multe întrebări deodată 
- să nu fie lungi 
- să nu fie de tipul la care să se răspundă prin da sau nu 
- să nu sugereze răspunsul 
- să nu fie ipotetice, etc.

## Ce este interviul?
Chiar dacă de la data consemnării primelor "intervista" datorate lui Pico della Mirandola până la apariția lui James Gordon Bennet (fondatorul lui "New York Herald") care ar fi "inventat", după Gambo Pal, interviul de presă, s-au scurs patru secole, în fond, nu e decât un singur pas. 
Interviul n-a fost "inventat". James Gordon Bennet a transpus în paginile presei o multilaterală formă a comunicării interumane, cu amendamentele tehnice corespunzătoare. Interviul nu a apărut ca o generație spontană. Putem observa că de la necesitatea de a afla a omului primitiv, la "interviurile" luate de antici Oracolului din Delphi, la prima prezență cultă a genului în "Dialogurile" lui Platon, de la invocarea spiritelor menite să aducă răspunsuri la chinuitoarele întrebări despre viață și moarte ale oamenilor din Evul mijlociu există o strânsă legătură. Totodată această legătură există și între "intervistele" teologice ale umanismului italian, între "Convorbirile economice" ale lui Ion Ghica până la răsunătoarele interviuri de presă ale lui James Gordon Bennet. Remarcabile sunt interviurile lui Ion Valeriu din "Viața românească" (1926-1939), lui Felix Aderca interviuri publicate în "Vremea" prin 1937, lui Adrian Păunescu în "Sub semnul întrebării" ș.a.
Dintr-un gen în bună măsură eclipsat în deceniul de după război, neglijat și abandonat, în virtutea unei practici de presă cantonate în jurul unicului pilon - articolul, interviul a început să-și reia locul stabil, săptămânal, printre celelalte genuri publicistice, ca în prezent să atingă adevărate culmi de profesionalitate. 
Interviul nu a cunoscut niciodată, în istoria presei noastre, diversitatea de expresie, de modalități și forme, de tematici și personalități creatoare, ponderea și strălucirea cu care se poate mândri astăzi. Cu greu se poate găsi astăzi un cotidian sau o revistă săptămânală care să nu aibă inserate în paginile sale interviuri. Se poate spune că interviul de presă a ajuns să cunoască în publicistica românească un loc de primă însemnătate. În ziare, în reviste de cultură, literatură și artă, interviurile au devenit nu numai depozite de informație inedită, mijloace de vehiculare a unor idei și experiențe, dar și-au cucerit și unele calități literare, cu profiluri bine individualizate de la publicație la publicație și de la autor la autor. Această răspândire cantitativă, precum și ținuta calitativă a interviului din presa noastră actuală constituie și explicația bogăției cărților de interviuri. 
Interviul a apărut ca expresie a neastâmpăratei curiozități a omului, a dorinței sale de cunoaștere. Omul s-a născut și a trăit sub zodia întrebării. 
În ziaristică cuvântul interviu are două sensuri: metodă de obținere a unor informații și gen ziaristic. Etimologia cuvântului interviu provine din limba engleză: interview, care se poate traduce și cu întrevedere. Aceste două sensuri se suprapun. Interviul este strâns legat de aproape toate genurile ziaristice, fiind un mijloc de culegere al informațiilor, o modalitate de realizare a documentării. În acest caz, întrevederea nu este făcută decât în vederea obținerii de la o persoană chestionată informații, relații despre problematica studiată. Spre deosebire de interviul propriu-zis, rolurile participanților sunt complet diferite: "intervievatul reprezintă obiectul investigației, iar ziaristul subiectul cercetării."1)
Interviul ca gen ziaristic propriu-zis se constituie dintr-o serie de întrebări și răspunsuri. El este o întrevedere solicitată, provocată de ziarist. Rezultatul acestei întrevederi, convorbirea, este publicat în presă, difuzat la radio sau televiziune. Interviu trebuie să cuprindă următoarele etape: alegerea temei și a interlocutorului, documentare, pregătirea întrebărilor, realizare și redactarea interviului.
Elementul inițial în elaborarea interviului este alegerea temei și a interlocutorului. Nu orice temă este aptă pentru a face obiectul unui interviu. Interviul poate răspunde unei sarcini la zi sau poate să urmărească realizarea unor obiective de durată ale publicației. Indiferent de scopul urmărit, de tema aleasă, interviul ca gen ziaristic presupune, înainte de toate, existența unui interlocutor care are ceva de spus. În absența acestuia tema propusă poate fi realizată prin reportaj, articol, consemnare sau orice alt gen publicistic. Astfel, o condiție a interviului este existența unui interlocutor depozitate de informație. Procesul de creație al interviului începe cu alegerea temei și a interlocutorului. 
După ce jurnalistul și-a ales partenerul de dialog, el se va informa asupra datelor personale ale acestuia, asupra evoluției sale profesionale. De asemenea, nu trebuie pierdute din vedere nici trăsăturile temperamentale, care concură la conturarea portretului psihic. Este foarte important să cunoști dacă partenerul de dialog este sociabil sau irascibil, dacă este taciturn, dornic de reclamă sau complexat, ferindu-se de publicitate, dacă este entuziast, generos sau indiferent. Cunoașterea acestor calități sau defecte ale interlocutorului este necesară pentru stabilirea adecvată a formulei de solicitare a interviului, pentru modul de pregătire al întrebărilor și pentru maniera în care va fi orientat dialogul. 
Pasul următor în realizarea unui interviu este documentarea propriu-zisă. Jurnalistul va studia domeniul de activitate al interlocutorului, și va analiza activitatea depistând centrele de maxim interes, de actualitate. Toate acestea sunt elemente indispensabile pentru formularea întrebărilor. Pentru a pune întrebări interesante și pentru a-l feri pe interlocutor de răspunsuri generale, plate jurnalistul trebuie să se miște nestingherit pe terenul interlocutorului. Jurnalistul își va câștiga poziția de conducător al discuției numai în măsura în care va reuși să ridice problematica specifică la o înțelegere general-umană. 
Alegerea și formularea întrebărilor exprimă pregnant gradul de documentare prealabilă și talentul jurnalistului. Cheia interviului este întrebarea. În majoritatea cazurilor, calitatea întrebărilor determină calitatea răspunsurilor. Când ziaristul nu va avea decât cunoștințe generale despre preocupările interlocutorului său, întrebările sale oricât de elevat exprimate ar fi, nu vor provoca altceva decât răspunsuri plictisitoare și vagi. Un interviu bine pregătit înseamnă întrebări adecvate. Întrebările formează scheletul interviului. Pe acest schelet se vor mula răspunsurile. Exprimarea precisă a ideii, concizia, simplitatea, formularea la obiect sunt alte calități pe care le impune genul. 
Un adevărat maestru în știința stimulării interlocutorului devine acel ziarist care reușește să creeze un climat de sinceritate și confesiune, realizând o convorbire, aparent simplă, spontană, "fără pretenții", ce determină răspunsuri revelatorii. Orice temă, oricât de importantă ar fi ea, poate fi ucisă printr-o tratare și punere în pagină aridă și monotonă, la fel un interviu prost conceput și lipsit de har nu mai poate fi salvat nici de personalitatea strălucitoare a interlocutorului și nici de bunăvoința cititorului. 
Un interviu în care se vehiculează numai informații, în care nu există o viabilă luptă de idei, o confruntare de poziții, va fi ca un comentariu distribuit pe mai multe voci. O tematică, oricât de importantă ar fi ea, nu se salvează prin ea însăși. O elaborare lipsită de strălucire și inteligență, nestimulare publicistică a materiei brute pot compromite un subiect oricât de captivant. Un interviu interesant începe cu întrebări interesante. Gândirea trebuie să circule alert în ambele sensuri: de la jurnalist la interlocutor și viceversa. Rolul "celui care dă din cap", "celui care este întotdeauna de acord", "celui care mereu mulțumește" este incompatibil cu profesiunea de gazetar. Ziaristul trebuie să incite, să producă argumente și contraargumente. Nu mai poate fi numit dialog o situație în care jurnalistul și interlocutorul, stând față în față, dau din cap politicos și se aplaudă politicos.
Din punct de vedere al conținutului, întrebările se clasifică în: factuale, de opinie, de motivație, mărturii. Întrebările factuale au conținut concis, direct, la obiect. Întrebările de opinie vizează gândirea, sistemul de cunoștințe al interlocutorului, părerea, atitudinea și reacțiile sale la anumiți stimuli sociali. Întrebările de motivație evidențiază cauzele și condițiile opiniilor sau faptelor. Ele au o pondere însemnată în anchetă, dar apar și în unele tipuri de interviuri. Întrebările de mărturie au rolul de a solicita opiniile unor persoane care reprezintă o colectivitate socială, se fac purtători de cuvânt, devin martori ai colectivității umane. 
Cele mai indicate întrebări într-un interviu sunt cele directe, Frank Candlin numindu-le "Întrebări direct conducătoare spre răspuns, spre informația solicitată". Întrebări generale, precum: "Ce părere aveți despre...?", "Ce aveți de spus despre...?", "Ce e nou în...?", "Ce mai aveți de adăugat?" sunt nepotrivite. Într-un interviu trebuie evitate întrebările închise, la care răspunsurile să fie monosilabice - "da" sau "nu" - iar utilizarea întrebărilor deschise permit răspunsuri cuprinzătoare, concrete. Se remarcă în interviuri prezența unor succinte fraze de legătură între răspunsuri, apariția comentariilor în interviu. Menirea acestor comentarii este de a sublinia sau de a completa cele mai importante idei emise de cel intervievat. Calitatea răspunsurilor depinde de calitatea interlocutorului, de competența, de buna lui pregătire. Dar răspunsurile sunt dependente de întrebări, de măiestria jurnalistului de a conduce, orienta și stimula discuția. 
Următoarea etapă este realizarea interviului. Înainte de a începe duelul de idei și de a ataca problemele de fond, se recomandă o scurtă "discuție pregătitoare", necesară pentru crearea unei ambianțe deschise și a unui climat propice în care interlocutorul să se poată mobiliza, pregăti pentru dialog. "Discuția pregătitoare" se dovedește a avea pentru soarta ulterioară a interviului, o importanță covârșitoare. Jurnalistul trebuie să-și folosească tactul, farmecul, inteligența ca să câștige respectul și încrederea interlocutorului, să-și risipească eventualele rezerve.
Se întâmplă ca însăși "discuția pregătitoare", răsturnând orice plan preconceput, să se transforme în începutul interviului. În discuția de aclimatizare, ziaristul are prilejul ca, subliniind importanța interviului și a operei interlocutorului, să se creeze o atmosferă destinsă, de bună dispoziție, să obțină indispensabilul "captatio benevolentiae". A-ți apropia interlocutorul încă de la faza solicitării interviului, a-i arăta respectul pe care i-l porți are o importanță deosebită în crearea unui climat de încredere. "Discuția pregătitoare" este importantă și atunci când avem de-a face cu un interlocutor cu alte vederi politice, cu un adversar de idei. Fermitatea principiilor nu exclude recunoașterea meritelor acestuia, respectul opiniilor sale. Maniera civilizată a discuției și politețea impusă unei gazde, ziaristul trebuind întotdeauna să se considere un amfitrion, este obligatorie. Duelul trebuie să fie de idei, nu de violențe verbale. Poziția jurnalistului, punctul său de vedere se vor regăsi în punctarea decentă a ideilor, în eventuale intervenții, paranteze sau comentarii, în conținutul și succesiune întrebărilor. 
Uneori "discuția pregătitoare" poate da interviului o turnură neașteptată, răsturnând ordinea întrebărilor și logica planului prestabilit. 
În numeroase interviuri se poate folosi un procedeu al chestionării numit "tehnica înlănțuirilor logice". Acest procedeu constă în stabilirea unor întrebări-verigă, care odată puse, vor fi completate prin întrebări auxiliare, spontane, enunțate după cerințele dialogului și calitatea răspunsului. Astfel, aceste verigi vor constitui un lanț.
De multe ori dacă prima întrebare este bine aleasă, dacă este adecvată la temperamentul interlocutorului, succesul interviului este asigurat. Începând conversația, întrebările își vor urma planul logic fie că jurnalistul va ține cont de contextul răspunsurilor în formarea următoarei întrebări, fie că le va formula independent de răspunsurile anterioare. Tehnica înlănțuirilor logice asigură un dialog viu, de la egal la egal, într-o mișcare liberă de idei, ziaristul trebuind să dețină o bună cunoaștere a domeniului pus în discuție, să fie înzestrat cu mobilitate de gândire și spontaneitate. 
Prima întrebare poate fi la precisă, la obiect, introducându-ne de la început în miezul problematicii tratate. Prima întrebare poate avea și o încărcătură ușor polemică, incitând, provocând de cele mai multe ori interlocutorul la replică. Se poate întâmpla ca prima întrebare să fie pusă de interlocutor. Dialogul se poate deschide printr-o declarație sau de a descrie cadrul, locul sau momentul în care se ia interviul. Pentru lămurirea unor aspecte referitoare la context, la motivația dialogului, se poate realiza o scurtă introducere. Ziaristul trebuie să aibă permanent spiritul treaz, să fie atent la mișcările interlocutorului său, să fie suficient de bogat în idei ca să poată renunța la intențiile inițiale și suficient de curajos să se avânte cu încredere în spațiul unor noi idei.
Ultima etapă a unui interviu este redactarea. Ea constă în finalizarea și pregătirea interviului pentru tipar. S-au ridicat deseori întrebări de genul: Cum e mai bine să se reproducă declarațiile interlocutorului, exact, stenografic sau să fie prelucrate? Să fie regrupate întrebările și răspunsurile pentru a li se spori fluența logică, caracterul de duel de idei sau trebuie respectată ordinea inițială? Este bine să insereze jurnalistul comentarii în interviu cu fapte și descrieri, să portretizăm interlocutorul sau să optăm pentru forma clasică întrebare-răspuns?
Măiestria jurnalistului constă tocmai în suplețea cu care se orientează de la caz la caz, după cum impune personalitatea interlocutorului și materialul cules. În unele cazuri interviul este atât de interesant, de bogat în idei, încât în orice orice comentariu în plus va părea artificial. Alteori, personalitatea partenerului de discuție impune notații comportamentale, considerații asupra activității sale. Jurnalistul are libertatea oricărei intervenții publicistice cu o singură condiție: să nu deformeze faptele sau declarațiile interlocutorului. 
Există mai multe tipuri de interviuri care pot fi clasificate în funcție de scopul urmărit și de motivația acestuia. Mai există și interviuri care prezintă un eveniment, un subiect de actualitate cu ajutorul unor interlocutori competenți, de mare autoritate în domeniul pe care îl reprezintă. Acest tip de interviu are o introducere în care ziaristul anunță știrea propriu-zisă, persoana interlocutorului, motivul alegerii temei și a partenerului de discuție. Ideea este apoi dezvoltată de interlocutor, ziaristul având rolul să atragă atenția prin întrebări, asupra aspectelor celor mai semnificative. În acest tip de interviu, cititorul este informat despre un eveniment, despre anumite schimbări, noutăți din viața socială, economică sau politică, este pus în situația de a cunoaște o părere. 
Interviurile care urmăresc să realizeze un portret fac cunoscute o profesiune de credință, o stare de spirit, o mărturie de creație, o personalitate remarcabilă. Preambulul poate fi constituit din datele biografice ale interlocutorului. Acestea pot fi inserate și pe parcursul interviului. Acest tip de interviu-portret este interesant deoarece prezintă gândurile, biografia, portretul interior al unei personalități. Un alt tip de interviuri sunt cele ce fac cunoscute opinii, puncte de vedere. În astfel de interviuri pot fi exprimate poziții critice, de dezaprobare față de fapte culese din realitatea apropiată. De cele mai multe ori aceste opinii sunt publicate sub forma declarațiilor. 
Ziaristul poate solicita și în mod special anumite declarații unor personalități ale vieții politice, oameni de prestigiu ale căror opinii interesează publicul. În funcție de participarea jurnalistului la interviu, se pot distinge dialogul și interviul colectiv. În dialog relația jurnalist-interlocutor se modifică, fiecare dintre cei doi parteneri își pot adresa reciproc întrebări, își pot completa răspunsurile. Interviul colectiv sau masa rotundă este o dezbatere ce implică mai mulți participanți reuniți de ziarist pentru a despre o anumită tematică. Ziaristul are misiunea de a îndruma și conduce discuțiile. Acest rol îi impune mult tact și prezență de spirit. Fiecare intervenție a sa trebuie să fie o concluzie, o sinteză a ideilor exprimate până în acel moment. Ziaristul va fi preocupat mereu să dea un caracter viu, dinamic unei astfel de discuții. Reușita unei mese rotunde este asigurată de concizia intervențiilor. Replicile extinse, greoaie, cu tendința de a se transforma în adevărate prelegeri sunt dificil de urmărit.
Chilton R. Bush spunea că cei mai mulți dintre noi citesc sau aud despre anumite persoane și s-ar bucura să vorbească cu ele, aflând ce fel de oameni sunt cu adevărat și ce părere au ei despre anumite lucruri. Scopul interviului este de a satisface această dorință a cititorului sau ascultătorului. Interviul corespunde curiozității și dorinței oamenilor de a cunoaște îndeaproape preocupările, ideile și faptele celor de la care se așteaptă precizări, răspunsuri, explicați despre un fapt, eveniment. Persoanele cărora li se iau de obicei interviuri sunt oameni de stat, diplomați, savanți, actori etc. Desigur interviul trebuie să prezinte oarecare importanță, altfel este inutil să fie făcut publicat. 
Un bun interviu, preciza Chilton R. Bush, este acela în care reporterul se substituie cu succes cititorului. Rolul jurnalistului nu este acela de a introduce, ostentativ, propria sa personalitate în interviu, ci de a pune în lumină personalitatea și opiniile aceluia căruia i se ia interviul. Câteva din calitățile pe care trebuie să le aibă un jurnalist sunt: "responsabilitatea, independența, sinceritatea, exactitatea, imparțialitatea fair play-ul și decența."2)
C.A.Moser formulează în "Metode de anchetă în investigarea fenomenelor sociale" un șir de calități "obligatorii" pentru operatorul de interviu. În acest sens, Moser spunea că exactitatea și onestitatea sunt calități care nu trebuie numai afirmate, ci probate practic, în slujba adevărului.

## Abilități de prezentare
Acele abilități cu ajutorul cărora prezentatorul își exprimă gândurile și ideile în mod eficace, folosind diferite instrumente și tehnici.
Eficacitatea unei prezentări este maximă atunci când publicul este interesat de subiectul prezentării și interesul său este satisfăcut de calitatea prezentării.